# Wolfgang Ilgenfritz
Wolfgang Ilgenfritz (ur. 10 stycznia 1957 w Villach, zm. 18 stycznia 2013 tamże) – austriacki polityk, samorządowiec, doradca podatkowy, od 1999 do 2004 poseł do Parlamentu Europejskiego.

## Życiorys
Kształcił się w szkole handlowej w rodzinnej miejscowości, w latach 1976–1981 studiował zarządzanie na Uniwersytecie w Grazu. Do 1986 pracował w firmie doradztwa podatkowego w Karyntii. Później był niezależnym doradcą podatkowym, a w 1991 został konsultantem w sprawach gospodarczych i rewidentem. W 1993 został audytorem w organach nadzorczych administracji Karyntii. W 1997 uzyskał mandat radnego Villach.
W 1999 z listy Wolnościowej Partii Austrii (FPÖ) został wybrany do Parlamentu Europejskiego V kadencji. Był deputowanym niezrzeszonym, pracował m.in. w Komisji Budżetowej. W PE zasiadał do 2004. Powrócił następnie do pracy zawodowej.